# Maik und Dirk Löbbert
Die Brüder Maik und Dirk Löbbert sind deutsche Bildhauer und vielseitig künstlerisch-architektonisch und kontextbezogen tätig.

## Biographien
Maik Löbbert wurde 1958 in Gelsenkirchen geboren. Von 1984 bis 1987 studierte er Fotografie an der Gesamthochschule Kassel bei Floris M. Neusüss und von 1987 bis 1990 Malerei/Bildhauerei an der Kunstakademie Düsseldorf bei Fritz Schwegler. Seit 2001 ist er Professor für Bildhauerei und Kunst im öffentlichen Raum an der Kunstakademie Münster. Von 2003 bis 2005 war er Prorektor und stellvertretender Rektor und von 2005 bis 2021 Rektor der Kunstakademie Münster.
Dirk Löbbert wurde 1960 in Wattenscheid geboren. Von 1983 bis 1988 studierte er Bildhauerei an der Fachhochschule Köln von 1988 bis 1992 Bildhauerei an der Kunstakademie Düsseldorf bei Erich Reusch und Irmin Kamp. Seit 2001 ist er Professor für Bildhauerei und Kunst im öffentlichen Raum an der Kunstakademie Münster.
1985 erfolgte der Beginn der Zusammenarbeit, 2000 eine Gastprofessur an der Hochschule für Grafik und Buchkunst in Leipzig, 2000 bis 2001 eine Gastprofessur an der Akademie der Bildenden Künste in München und seit 2001 eine gemeinsame Professur für Bildhauerei und Kunst im öffentlichen Raum an der Kunstakademie Münster. Beide Brüder sind ordentliche Mitglieder im Deutschen Künstlerbund. Sie leben und arbeiten in Köln, Münster und Carcengna (IT).

## Künstlerisches Schaffen
Für Maik und Dirk Löbbert ist die Wahrnehmung des Besonderen im Alltäglichen das zentrale Thema. Sie beschäftigen sich sowohl mit der Wahrnehmung der Umwelt, als auch mit der Erkundung der Beziehung zwischen Wahrnehmen und Erkennen des Umfeldes. Dabei beziehen sie auch die Geschichte des Ortes ihrer Ausstellungen mit ein. So entstehen auf den jeweiligen Raum bezogene Arbeiten, die auch aus verändernden Eingriffen in die architektonische Substanz bestehen. Die Architektur ist dabei Teil einer Gesamtkonzeption, in die die Brüder Löbbert sowohl Skulpturales als auch Malerisches einflechten, unter Bezugnahme auf die Bewohner der Architektur. Schon in den frühen Arbeiten ist die intensive Beschäftigung mit dem von der Architektur geprägten menschlichen Umfeld sichtbar. Die ›Sperrmüllarbeiten‹ von 1985 bis 1987 beziehen sich auf ihre unmittelbare Umgebung.
Nach orts- bzw. platzbezogenen Arbeiten kristallisierte sich bei den Brüdern Löbbert zunehmend das Interesse an der festgefügten Architektur heraus. Mit ›Integrationsobjekt Kanalstraße‹ in Hannover lassen sie den normalen Passanten zumindest kurz innehalten: eine eigentlich unauffällige Kaufhauswand hat eine minimale Veränderung erfahren und damit die Gewohnheit, in diesem Fall die typisch deutsche Innenstadt-Alltagsarchitektur, aus dem Lot gebracht. Die Künstler greifen Form und Struktur der Kaufhausfassade auf, indem sie einen rechteckigen Körper schräg gegen die Häuserwand lehnen; der vorhandene Stromkasten wird durch eine Aussparung integriert; der Körper ist mit den gleichen Klinkern verkleidet wie die Wand, allerdings wird er um 90 Grad gedreht. Diese »unsere Arbeit«, so Maik und Dirk Löbbert, »korrespondiert u. a. mit den Schaufenstervitrinen und der gekachelten Fassade, d. h. mit den für uns bereits vorhandenen Bildern, Skulpturen und Reliefs dieser ausgewählten Innenstadtsituation«.

### Bewusstmachung von Architektur und Bewegung
In Beleuchtung, einem Projekt von 1997 in der Skulpturenmeile der Stadt Schwerte, stellten Maik und Dirk Löbbert über eine bereits vorhandene, die gute alte Zeit symbolisierende, Straßenlaterne eine Laterne neuesten Typs (eine der sogenannten Großstadtmöblierung).
Die Künstler machen es sich zunutze, dass der Mensch die Architektur, in der er sich ständig aufhält, kaum bewusst wahrnimmt. Dasselbe gilt auch für die Bewegung, die sie u. a. mit ihrer Arbeit im Jahr 1988 in der Universität Düsseldorf aufgreifen: im 5. Stock des Gebäudes befindet sich ein Kreis aus dunkelgrauem Teppich, der so verlegt wurde, dass sich drei Teile des Kreises in den drei nebeneinander liegenden Aufzugskabinen befinden. Sind die Aufzüge in Bewegung, fahren die Teilsegemente mit. Nur wenn sich alle drei Aufzüge in der 5. Etage befinden, schließt sich der gesamte Kreis.
Mit ihrem Kunst-am-Bau Projekt Teich und Stege im niederländischen Tilburg variieren die Löbberts das Thema Bewegung – und greifen zugleich die Architektur wieder auf. Sie lassen einen Teich mit zwei Stegen anlegen, die von gegenüberliegenden Seiten in ihn hineinragen. Es sind Wurmfortsätze des vorhandenen öffentlichen Radwegenetzes der Stadt. Doch sie zerreißen dieses Netz, indem die Spuren zwar aufeinander zuführen, sich aber letztlich doch nicht treffen und im Wasser enden.
1997 im Bonner Kunstverein hatten die Künstler im Gang der Artothek eine Öffnung in die Wand gebrochen, deren Maß identisch war mit den Abmessungen der dort aufgehängten Bilder. Durch diese Öffnung wurde ein anderer Blick in den Ausstellungsraum des Kunstvereins möglich.

## Werke

### Permanente Arbeiten im öffentlichen Raum (Auswahl)
- Antenne Viersen, Städtische Galerie im Park Viersen, 2018[10]
- Goldener Ring, Portal des Museums DKM Duisburg, 2014[11][12]
- IMPULS, Dynamisches Lichtobjekt / Landmarke für die Bergehalde Großes Holz, Stadt Bergkamen, 2010[13]
- Bergkamen setzt Maßstäbe, Vierteilige Lichtskulptur, Stadt Bergkamen 2006 / 2009[14]
- Wandelhalle. TU München, Klinikum rechts der Isar, München 2007[15][16]
- ENERGYBOX, Sechsteilige Lichtskulptur für die Straße des Friedens. ANYANG PUBLIC ART PROJECTS, Anyang/Seoul, Südkorea 2006[17]
- Hochlarmark bleibt in Bewegung. Dynamische Lichtskulptur für den Förderturm im Stadtteilpark Recklinghausen-Hochlarmark 2004[18]
- Denkmal/Beleuchtung. Lichtskulptur für die Stadt Schwerte 2004[19]
- Innerer Kreis, Tübingen 2002. Universität Tübingen, Geisteswissenschaftliches Institut[20]
- DIE HERNER LEUCHTEN, 2002 (für Julianna). Lichtskulptur, Herne[21]
- Highlight. Lichtskulptur, Zoobrücke am Skulpturenpark, Köln 2000[22]
- Ring, München 1999. Fakultät für Chemie und Pharmazie, München
- Teich + Stege. Freizeit und Wettkampfschwimmbad Stappegoor, Tilburg NL 1995–2020[23]
- Rotes Kreuz. Deutsches Rotes Kreuz, Kassel 1990

## Abbildungen

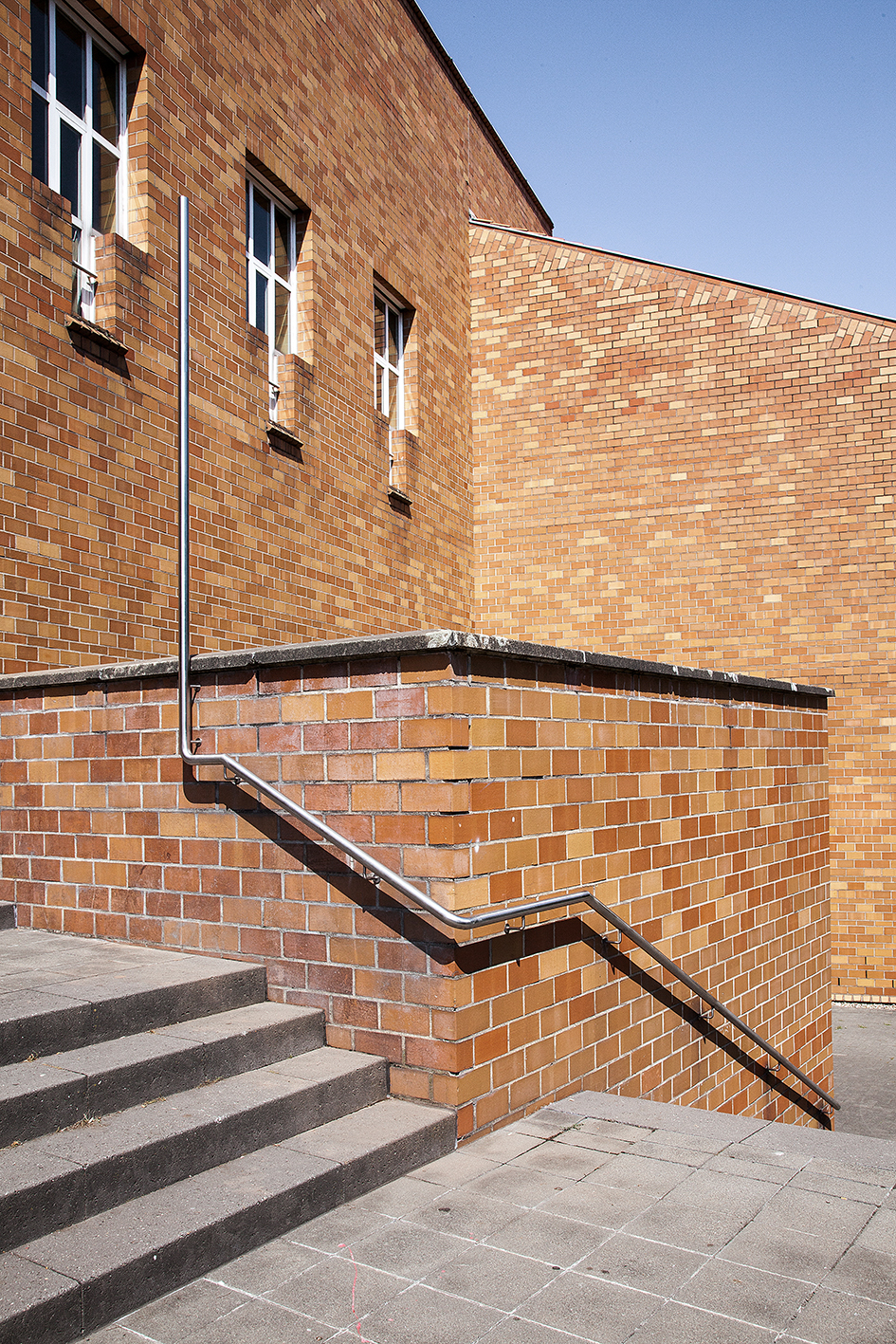
Antenne Viersen (2018). Städt. Galerie im Park, Viersen. Das vorhandene Treppengeländer des Kreishaus Forums der Stadt Viersen wird mit einem angeschweißten Edelstahlrohr in der Senkrechten um 3,22 m verlängert.
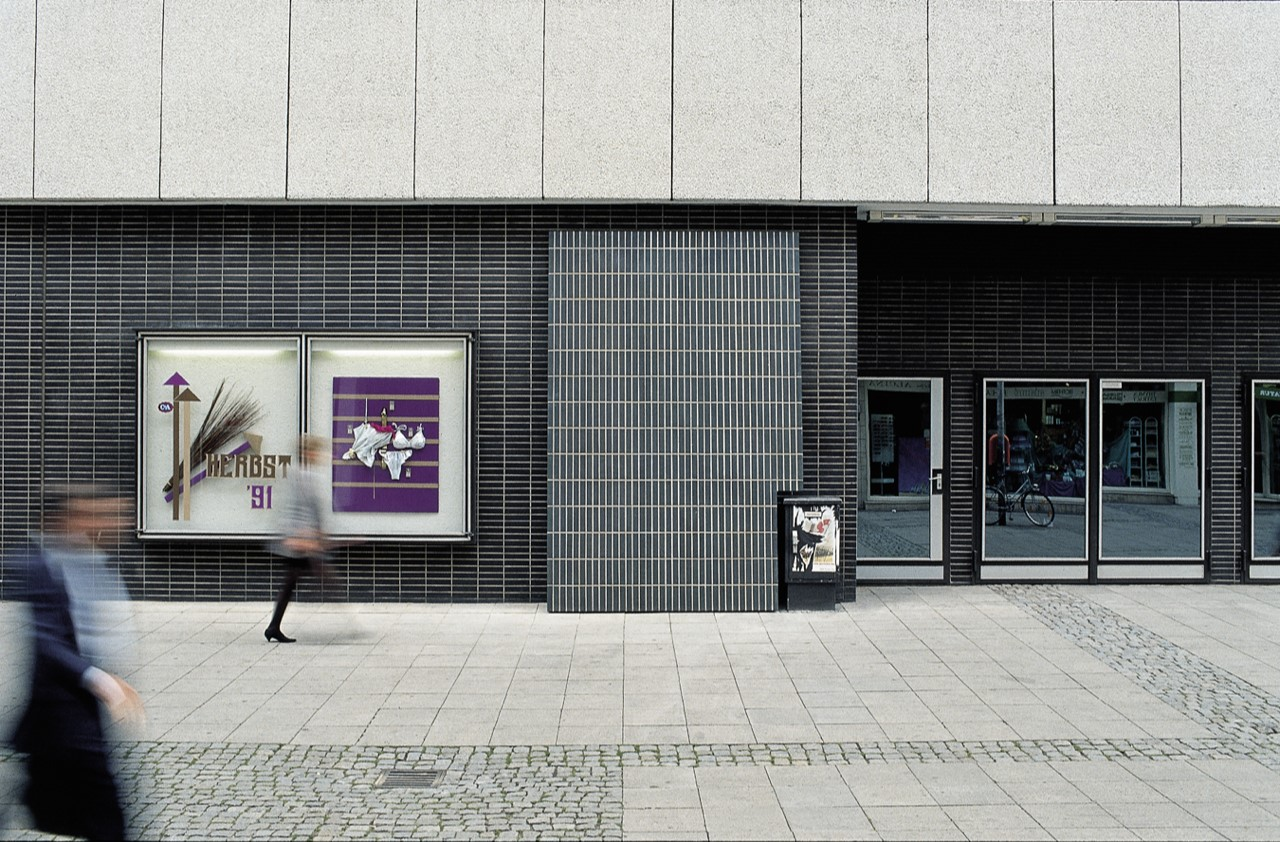
Integrationsprojekt Kanalstraße (1991). Hannover: Relief an einer Kaufhausfassade; Ausstellung: Im Lärm der Stadt, Stiftung Niedersachsen und Sprengel Museum Hannover, Verklinkerter Holzkörper, 3,52 × 2,33 × 0,11 m
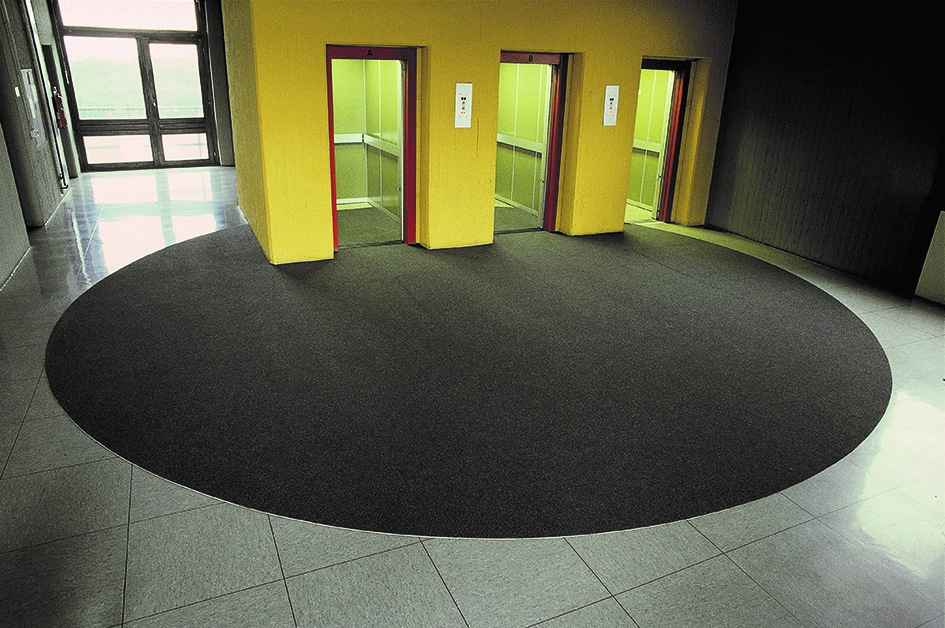
Aufzug Uni Düsseldorf (1988). Dunkelgraue Auslegeware, 7 m Durchmesser. Die einzelnen Teilsegmente fahren bei der Benutzung der Aufzüge durch das Gebäude; der Kreis schließt sich in der 5. Etage.

## Auszeichnungen und Ehrungen (Auswahl)
- Arbeitsstipendium der Stiftung Kunstfonds e. V., Bonn 1994[24]
- Villa-Romana-Preis, 1996[25]
- Karl-Schmidt-Rottluff-Stipendium, 1997